# Seleção da Suécia de Hóquei no Gelo
A Seleção da Suécia de Hóquei no gelo é uma das mais bem sucedidas seleções de hóquei no gelo do mundo. No ranking da Federação Internacional de Hóquei no gelo, o time aparece na primeira posição. Sua mais recente conquista foi nas Olimpíadas de Inverno de 2006, em que o time conquistou o Ouro. É a única equipe que venceu, num mesmo ano, o torneio olímpico e o campeonato mundial, conseguindo o feito histórico em 2006.

## Títulos

### Campeonato Mundial de Hóquei no Gelo(11)
- 1953, 1957, 1962, 1987,  1991, 1992, 1998, 2006, 2013, 2017, 2018

### Campeonato Europeu de Hóquei no Gelo(10)
- 1921, 1923, 1928, 1932, 1951, 1952, 1953, 1957, 1962, 1990

## Ver também

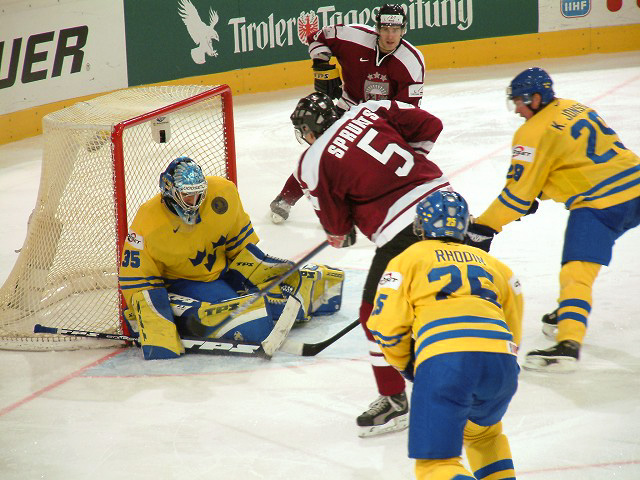
A seleção da Suécia frente à seleção da Letónia

### Jogos Olímpicos de Inverno(2)
- 1994, 2006